# Acrid Point
Der Acrid Point ist eine flache Landspitze zwischen dem Stench Point und dem Pacific Point an der Nordwestküste von Zavodovski Island im Archipel der Südlichen Sandwichinseln.
Die vom UK Antarctic Place-Names Committee im Jahr 1971 vorgenommene Benennung nimmt Bezug auf die beißenden (englisch acrid) Vulkangase, die an der Westseite der Insel entweichen.